# Serenata n.º 10 (Mozart)
La Serenata nº 10 para vientos en si bemol mayor, K. 361/370a, conocida como «Gran Partita» es una serenata de Wolfgang Amadeus Mozart, compuesta probablemente en 1781 o 1782.

## Composición
Algunos de los más importantes especialistas en Mozart (Ludwig von Köchel, Allan Tyson y Edge) sugieren, a partir del análisis del papel y las marcas de agua del manuscrito original, que la composición de la obra pudo haber tenido lugar en 1781 o 1782. Que fuese escrita especialmente para un concierto público ofrecido por Anton Stadler el 23 de marzo de 1784, es menos probable, ya que esta interpretación no tiene una relación probada con la fecha de composición y sólo marca un terminus ante quem. 
El autógrafo de esta obra contiene veinticuatro hojas papel tipo 57. Otras cuatro composiciones que presentan este tipo de papel pueden ser datadas sin temor a dudas en 1781. Alan Tyson afirmó que este hecho es lo suficientemente convincente como para presuponer que KV 361 fue compuesta en 1781. No hay en absoluto ninguna evidencia de que las veinticuatro hojas de este tipo de papel que aparecieron en el autógrafo de KV 361 fueran destinadas para otra obra, y a partir del patrón de uso del papel parece claro que la Gran Partita era el principal proyecto para el que Mozart adquirió este tipo de papel. La historia documental muestra asimismo que existe una referencia inequívoca a una banda de música vienesa en 1781. 
La interpretación de tan solo cuatro movimientos en 1784 dio lugar a que durante mucho tiempo se pensase que la obra había sido escrita en dos fases, aunque en la actualidad se descarta esta posibilidad.

## Instrumentación
La composición está escrita para dos oboes, dos clarinetes, dos corni di bassetto, dos fagotes, cuatro trompas y contrabajo (remplazado en ocasiones por un contrafagot).

## Estructura
Consta de siete movimientos:
- I. Largo. Molto Allegro.
- II. Menuetto.
- III. Adagio
- IV. Menuetto. Allegretto.
- V. Romanze. Adagio.
- VI. Tema con variazioni.
- VII. Finale. Molto Allegro.

El movimiento de inicio comienza con una introducción lenta en si bemol mayor en la que los ritmos punteados del tutti están puestos en oposición a los pasajes solísticos para clarinete y oboe. Esto conduce al Allegro moderato, que es una forma sonata monotemática. El primer tema de la exposición es originalmente presentado en si bemol mayor en los clarinetes, más tarde regresa en fa mayor en los corni di bassetto y oboes en una forma modificada como segundo tema. Este tema continúa para ser explorado en el desarrollo y retorna en la recapitulación, esta vez en si bemol mayor.
El segundo movimiento es un minueto que se caracteriza por dos secciones de trío contrastantes. La sección del minueto está en si bemol mayor y usa todos los instrumentos extensivamente. El primer trío está en mi bemol mayor y emplea tan solo los clarinetes y corni di bassetto. Esta sección conduce a una repetición de la sección del minueto. La segunda sección del trío está en la tonalidad relativa menor (sol menor) y usa extensivamente el oboe solo, el corno di bassetto y el contrabajo.
Descrito por Goodwin como "prácticamente un conjunto musical ‘operístico’ de apasionado sentimiento y calidez sensual", el tercer movimiento, señalado como Adagio, está en mi bemol mayor. Un pulso sincopado tiene lugar casi a lo largo de todo el movimiento mientras que las líneas de solo alternan entre el oboe solo, el clarinete y el corno di bassetto.
El cuarto movimiento es un segundo minueto; como el segundo movimiento, presenta dos secciones de trío. El rápido, sección de minueto staccato, está en si bemol mayor. El primer trío, en cambio, tiene menos notas de staccato y está escrito en la tonalidad homónima menor (si bemol menor). Tras la repetición de la sección de minueto, se interpreta el segundo trío. Este pasaje está en fa mayor y es legato en gran parte.
El quinto movimiento, etiquetado como Romanze, regresa al tempo y a la tonalidad de mi bemol mayor del tercer movimiento. El movimiento comienza y finaliza con una sección de Adagio en la tónica y en compás ternario con muchas notas largas en la melodía. Contrastando con estas secciones y entre ambas se localiza una sección de Allegretto, que está en do menor y se caracteriza por su pulso constante en los fagotes.
El sexto movimiento es un conjunto de seis variaciones sobre un tema de Andante en si bemol mayor. El tema es presentado fundamentalmente por el clarinete solo. Las variaciones hacen uso de varios motivos rítmicos y con frecuencia se caracterizan por la presencia de instrumentos a solo; por ejemplo, la primera variación se distingue por el oboe solo. A diferencia de las otras variaciones, todas escritas en si bemol mayor, la cuarta variación está en si bemol menor. Las últimas dos variaciones están en tempi diferentes al resto del movimiento: la quinta está marcada como Adagio, mientras que la sexta es un Allegretto. La última variación presenta asimismo en pulso ternario, en contraste con las demás variaciones, que está escritas en compases binarios.
El séptimo y último movimiento es un rondó. El movimiento emplea muchos pasajes de tutti en los que oboes y clarinetes tocan al unísono, sobre todo en el tema del rondó. Los episodios entre los retornos al tema se caracterizan por un mayor grado de interacción entre los instrumentos.